# 司馬熙
司馬熙（3世纪—312年），西晋宗室，晋宣帝司马懿之孙，汝南文成王司马亮第五子。
司馬熙原封为汝阳县公，永兴二年（305年）讨伐刘乔迎接晋惠帝回洛阳有功，进爵为汝阳县王，永嘉五年（311年）四月被石勒俘虏，永嘉六年（312年）二月，汝阳王司马熙为石勒所害。
| 前任： 初封 | 晋朝汝阳王 305年－312年 | 繼任： 国除 |